# 黑龍江 (無綫電視節目)
《黑龍江》（英語：The Amur River）是香港電視廣播有限公司（TVB）在2012年播出的外購資訊節目，以亞洲東北部主要河流黑龍江為主題。此節目外購自韓國放送公社，經TVB重新剪接。TVB版本共6集，由敖嘉年及岑麗香擔任主持。

## 節目簡介
長達4,400公里的黑龍江橫渡於中國及俄羅斯國境，既是東北亞的核心生態軸，又是原始生活的保存之地。黑龍江是全國氣溫最低的省份，極端最低氣溫達零下52.3度，是全國最低的紀錄。於如此嚴峻的天氣下，會有甚麼動物生活於這裡？牠們又會如何找尋食物？而生活在黑龍江的原住民又如何以「與大自然共存」的簡樸生活模式生存？於《黑龍江》節目內會一一介紹，帶領觀眾體現人類與大自然的和諧包容。
此外，節目主持人敖嘉年和岑麗香於每集會與不同的專家走到野外，為觀眾介紹黑龍江的居民如何在無科技、無工具的情況下，利用智慧與經驗征服自然界給予他們的困難，以及解決生活各樣的需要。

## 播出
此節目於2012年2月20日起逢星期一19:00-19:30在翡翠台播出，及於MyTV提供網上節目重溫（集數上傳後兩個月後會刪除）。

## 每集介紹
| 集數 | 播映日期 | 主題                     |
| 01   | 2月20日  | 黑龍江居民的狩獵行動     |
| 02   | 2月27日  | 黑龍江動物的生存之道     |
| 03   | 3月5日   | 黑龍江居民稀奇古怪的習俗 |
| 04   | 3月12日  | 解構黑龍江動物的繁殖方式 |
| 05   | 3月19日  | 人類與大自然的和諧包容   |
| 06   | 3月26日  | 智者生存                 |

## 外部連結
- 無綫電視節目網頁 - 黑龍江 （页面存档备份，存于）

## 電視節目的變遷
| 香港無綫電視翡翠台 星期一 19:00-19:30 時段  | 香港無綫電視翡翠台 星期一 19:00-19:30 時段 | 香港無綫電視翡翠台 星期一 19:00-19:30 時段 |
| ------------------------------------------- | ------------------------------------------ | ------------------------------------------ |
|                                             | 黑龍江 (2012.02.20 - 2012.03.26)           |                                            |
| 香港演義 (第二輯) (2011.12.05 - 2012.02.13) | 細說新馬 (2012.04.02 - 2012.04.23)         |                                            |